# Super Rugby Aotearoa 2020
Il Super Rugby Aotearoa 2020 fu la 1ª edizione del Super Rugby Aotearoa  nonché spin-off neozelandese della 25ª edizione del Super Rugby SANZAAR.
Si tenne dal 13 giugno 2020 al 16 agosto 2020 tra 5 squadre che si affrontarono con la formula del girone unico a sola andata.
Fu organizzato da New Zealand Rugby per dare continuità al Super Rugby dopo che, alla settima giornata dell'edizione 2020, questa fu definitivamente sospesa a causa delle restrizioni di movimento introdotte dalle norme a contrasto della pandemia di COVID-19.
In parallelo, la federazione australiana organizzò uno spin-off analogo per le franchise del suo Paese, Super Rugby AU 2020, che si tenne con date sfalsate rispetto al suo omologo neozelandese.
Il torneo si svolse quasi interamente alla presenza del pubblico, ma la reintroduzione di restrizioni a metà agosto 2020 portò la federazione ad annullare l'incontro dell'ultima giornata tra i Crusaders di Christchurch e i Blues di Auckland e dichiararlo un pareggio 0-0; l'incontro sarebbe stato comunque ininfluente ai fini della vittoria finale perché i Crusaders, campioni del torneo, a un turno dalla fine erano in testa alla classifica davanti ai Blues di 6 punti, quindi non più raggiungibili dai loro più diretti inseguitori.

## Formula
Le cinque squadre si incontrarono a girone unico di andata e ritorno, con una di esse che a turno riposava per un totale di 8 incontri ciascuna e 2 turni di riposo.
La squadra campione fu quella che riportò il miglior punteggio in classifica.
La differenza rispetto agli altri tornei con il metodo di conteggio dell'Emisfero Sud fu che il bonus d'attacco sarebbe stato conferito solo a una squadra, quella eventualmente capace di segnare 3 mete più dell'avversaria (in precedenza veniva assegnato a una o entrambe le squadre purché avessero marcato almeno 4 mete a prescindere dal risultato finale).

## Squadre partecipanti e ambiti territoriali
| Squadra     | Sede         | Area                                                |
| ----------- | ------------ | --------------------------------------------------- |
| Blues       | Auckland     | Regioni di Auckland e Northland                     |
| Chiefs      | Hamilton     | Regioni di Tauranga e Waikato, distretto di Rotorua |
| Crusaders   | Christchurch | Regione di Canterbury                               |
| Highlanders | Dunedin      | Regioni di Otago e Southland                        |
| Hurricanes  | Wellington   | Città di Wellington, Palmerston North e Napier      |

## Risultati
| 13/14-6-2020 | 1ª/6ª giornata          | 18/19-7-2020 |
| ------------ | ----------------------- | ------------ |
| 30-30        | Blues – Hurricanes      | 27-29        |
| 28-27        | Highlanders – Chiefs    | 33-31        |
| Rip.         | Crusaders               |              |
|              |                         |              |
| 4/5-7-2020   | 4ª/9ª giornata          | 8/9-8-2020   |
| 18-25        | Chiefs – Hurricanes     | 18-31        |
| 20-40        | Highlanders – Crusaders | 22-32        |
| Rip.         | Blues                   |              |

| 20/21-6-2020 | 2ª/7ª giornata           | 25/26-7-2020 |
| ------------ | ------------------------ | ------------ |
| 12-24        | Chiefs – Blues           | 17-21        |
| 25-39        | Hurricanes – Crusaders   | 34-32        |
| Rip.         | Highlanders              |              |
|              |                          |              |
| 11/12-7-2020 | 5ª/10ª giornata          | 15/16-8-2021 |
| 26-15        | Crusaders – Blues        | 0-0          |
| 17-11        | Hurricanes – Highlanders | 12-38        |
| Rip.         | Chiefs                   |              |

| 27/28-6-2020 | 3ª/8ª giornata      |       |
| ------------ | ------------------- | ----- |
| 27-24        | Blues – Highlanders | 32-21 |
| 18-13        | Crusaders – Chiefs  | 32-19 |
| Rip.         | Hurricanes          |       |

## Classifica
|  |    | Squadra     | G | V | N | P | PF  | PS  | P±  | MF | MS | BM | BS | Pt |
|  | -- | ----------- | - | - | - | - | --- | --- | --- | -- | -- | -- | -- | -- |
|  | 1. | Crusaders   | 8 | 6 | 1 | 1 | 219 | 148 | 71  | 27 | 13 | 3  | 1  | 30 |
|  | 2. | Blues       | 8 | 5 | 1 | 2 | 176 | 149 | 27  | 23 | 16 | 1  | 1  | 24 |
|  | 3. | Hurricanes  | 8 | 5 | 0 | 3 | 202 | 213 | −11 | 25 | 25 | 1  | 0  | 21 |
|  | 4. | Highlanders | 8 | 3 | 0 | 5 | 197 | 227 | −30 | 23 | 30 | 0  | 2  | 14 |
|  | 5. | Chiefs      | 8 | 0 | 0 | 8 | 155 | 212 | −57 | 14 | 28 | 0  | 5  | 5  |